# Maisons romanes de Mont-de-Marsan
Des maisons romanes témoignent des origines médiévales de Mont-de-Marsan, chef-lieu du département français des Landes. Bâties dans la deuxième moitié du XIIe siècle, peu de temps après  la fondation de la ville par le vicomte  Pierre de Marsan entre 1133 et 1141, elles présentent une fonction défensive plus ou moins caractérisée. Deux d'entre elles sont situées rue Maubec, deux autres, rue Lacataye.

## Rue Maubec
Deux maisons romanes sont situées rue Maubec. Longeant les remparts de Mont-de-Marsan, c'est sans doute une des plus anciennes voies de communication de la cité.

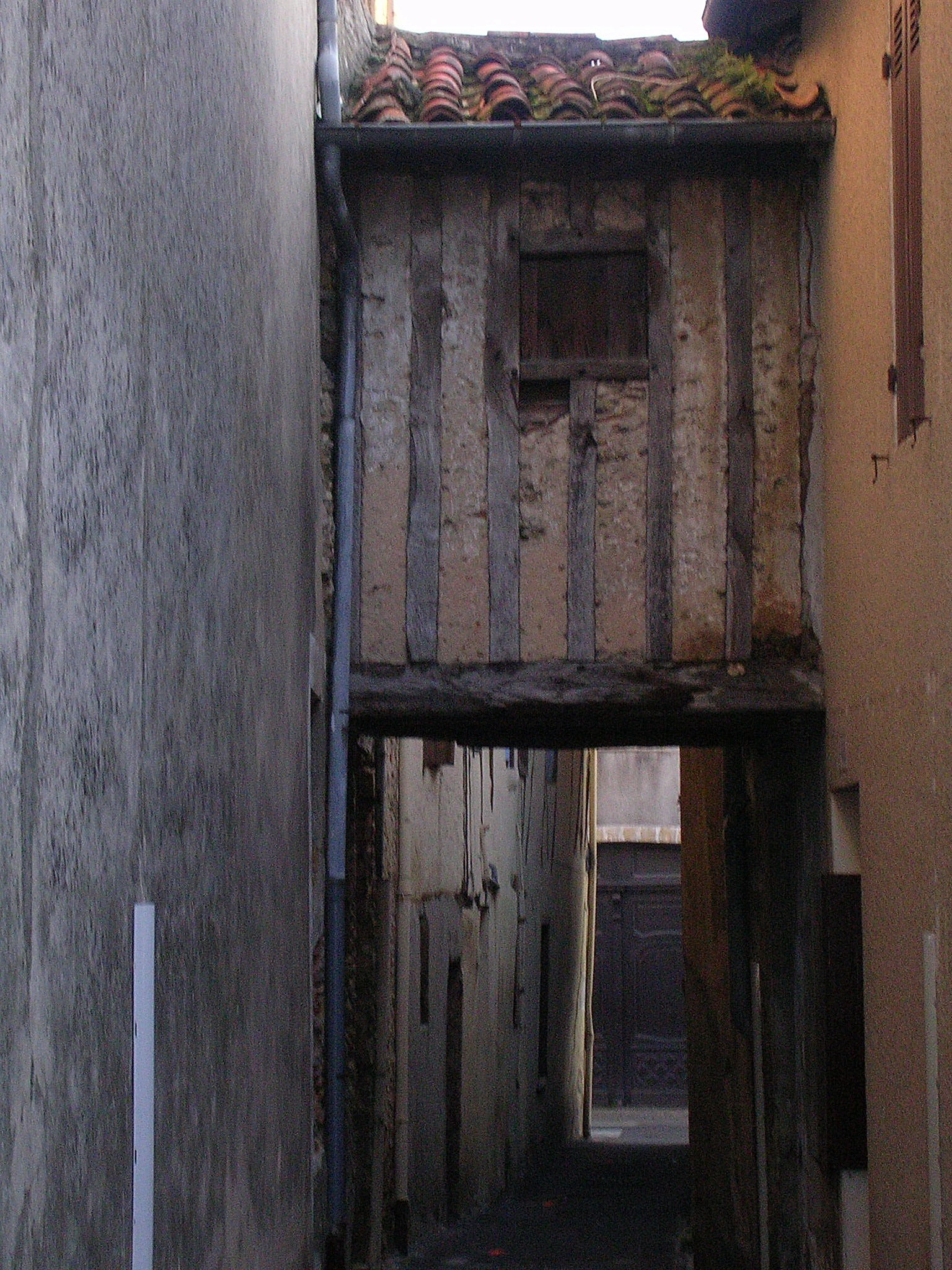
Rue Maubec se terminant en ruelle médiévale traversée par un pontet.

### Première maison
La première maison romane est située 6 rue Maubec. C'est une maison forte construite dans la deuxième moitié du XIIe siècle en pierres coquillières. Insérée dans le mur d’enceinte de la ville du XIIIe siècle, elle faisait sans doute partie du système défensif de Mont-de-Marsan, côté Douze.
Cette bâtisse fortifiée a la particularité de posséder en façade deux murs parallèles de 90 cm d'épaisseur chacun, distants d'environ 2 mètres :
- le rez-de-chaussée est percé d'une porte basse, voûtée, ajourée d'une étroite meurtrière[2].
- le premier étage est en encorbellement : son dispositif de défense comprend une rangée de corbeaux sur lesquels s'appuie une corniche, dissimulant des mâchicoulis, percée de meurtrières[4]. La façade est ajourée d'une fenêtre géminée romane dotée d'une colonnette avec chapiteau à crossettes[2].

Cette maison est inscrite aux Monuments historiques par arrêté du 3 octobre 1929.

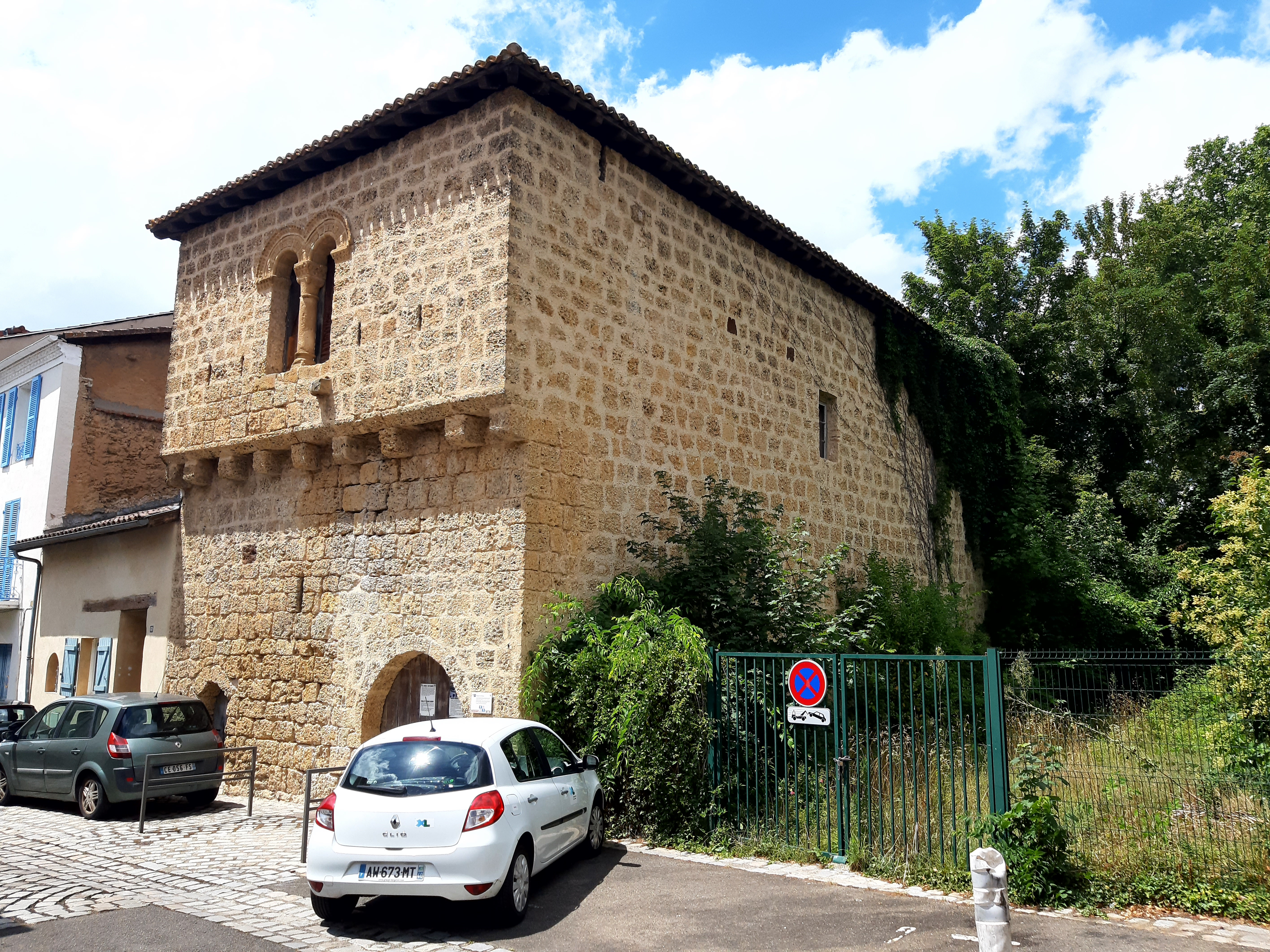
Vue d'ensemble.
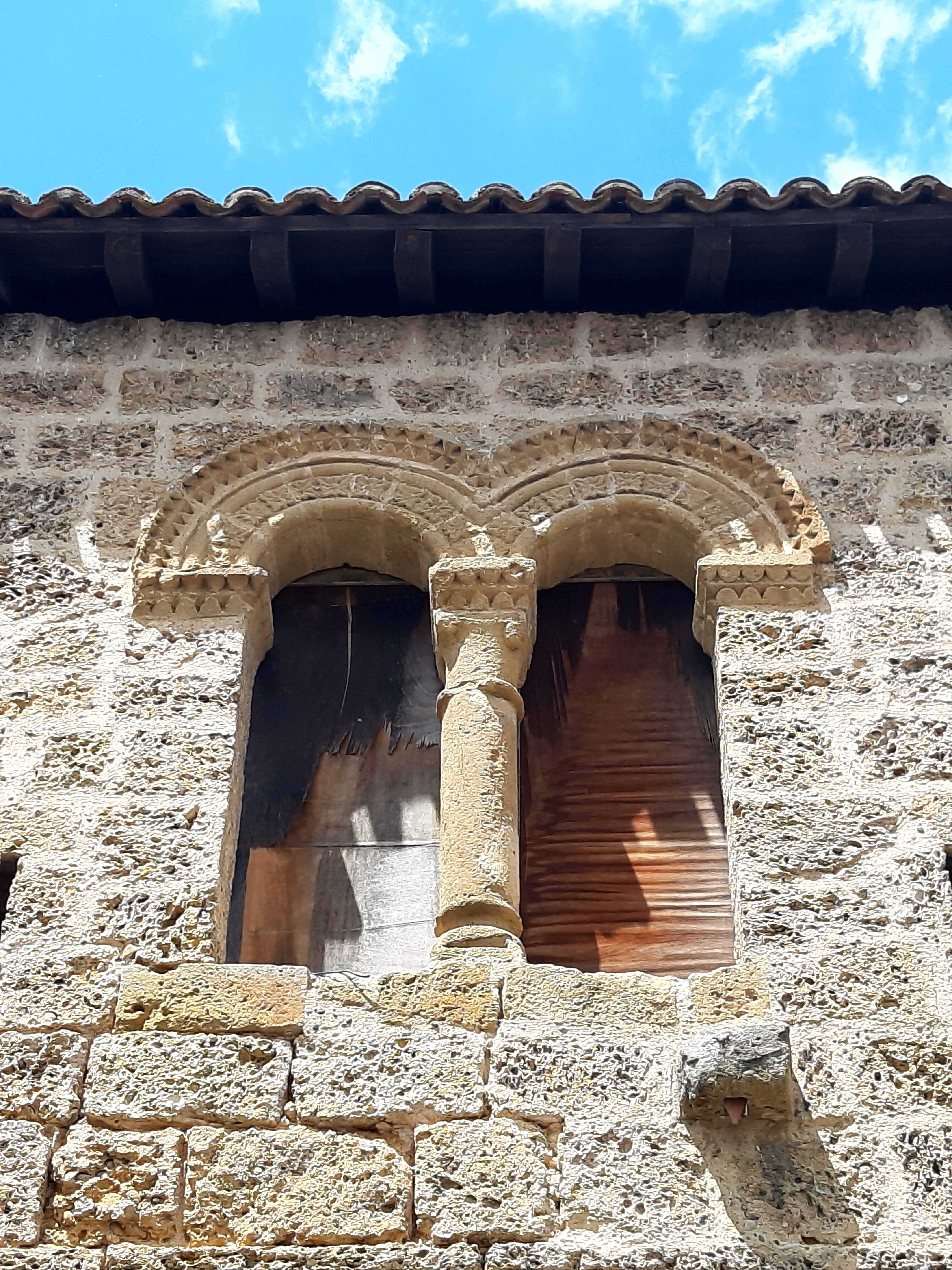
Détail de la fenêtre géminée.

### Deuxième maison
La deuxième maison romane, située au 24 bis rue Maubec, est moins bien conservée que la première. Bâtie elle-aussi en pierres coquillières au XIIe siècle, elle est également appuyée, côté nord, sur le rempart de la première enceinte défendant la Douze. Son intérieur offre des peintures murales gothiques des XIVe et XVe siècles à caractère civil et héraldique, de nos jours quasi invisibles : une frise décorative de losanges et de fleurs de lys, une fresque de quatre musiciens jouant du psaltérion, de la viole, de la guiterne et du tambourin. Cette maison était vraisemblablement une maison noble étant donné ces décors intérieurs, classés au titre des monuments historiques par décret du 3 décembre 1984. Au XVIIe siècle, elle devient un grenier puis un magasin au XIXe siècle. Elle est acquise par la commune en 1981.

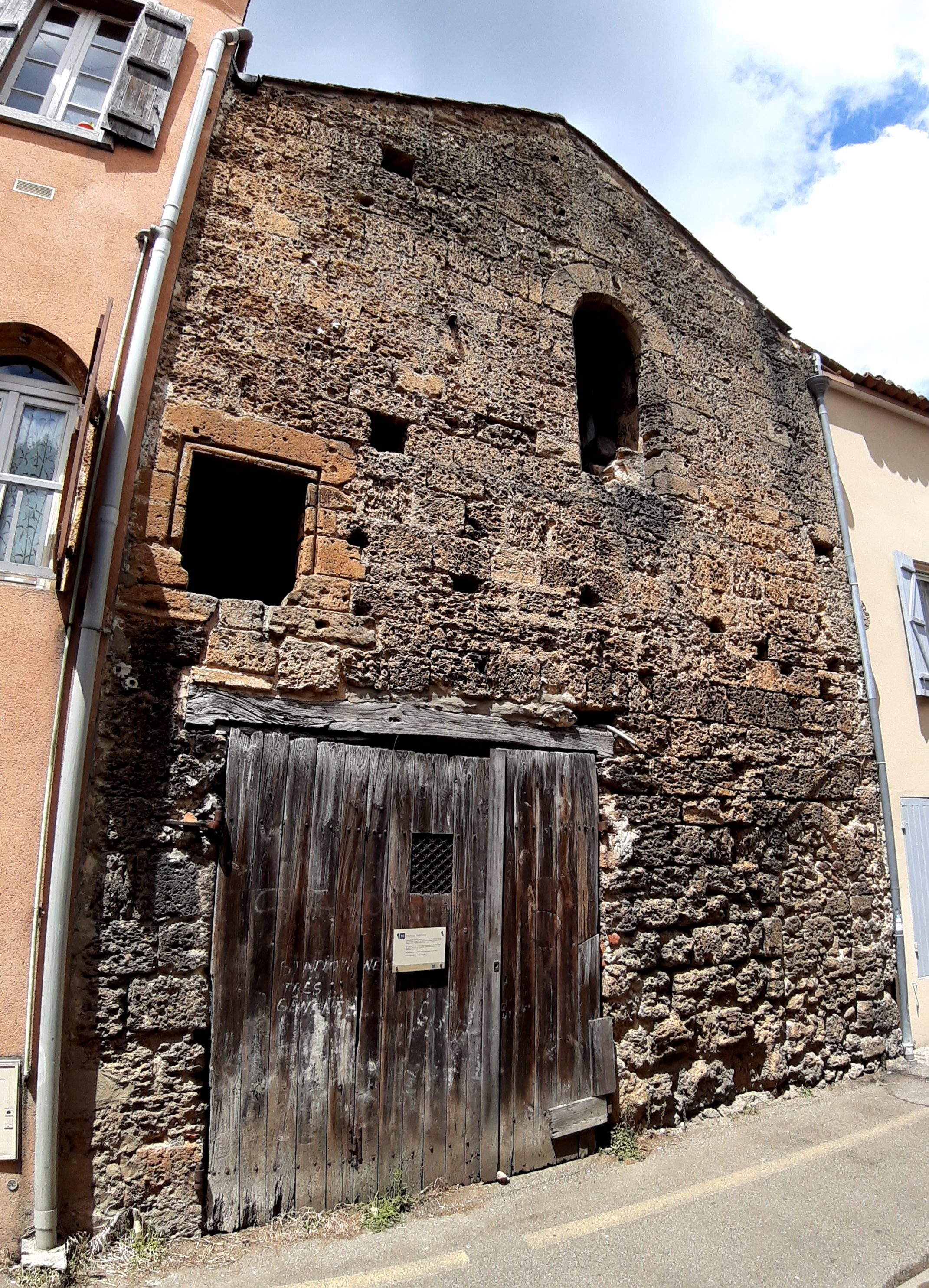
Maison forte romane du 24 bis rue Maubec.

## Rue Lacataye
Mont-de-Marsan compte deux autres maisons romanes. Datant du XIIe siècle, elles sont situées rue Lacataye, non loin du donjon du même nom.
Côté EstLe musée Dubalen, dont les façades romanes sont inscrites aux monuments historiques par arrêté du 22 juillet 1942.  La maison forte, construite en pierres coquillières, présente au rez-de-chaussée une porte basse défendue par une embrasure pour mousquet, percée après la construction. Au premier étage sont percées deux étroites meurtrières avec ébrasement extérieur. Le troisième étage est doté d'une fenêtre géminée avec chapiteaux à crossettes, évoquant celle de la maison forte du 6 rue Maubec.

La façade sud présente des corbeaux pour l'accrochage de hourds, cette partie servant autrefois d'enceinte à la ville.

Au début du XXe siècle, la maison sert de chai d'Armagnac à l'enseigne de la « Cave de Jeanne d'Albret ». En 1971, elle est transformée en musée municipal pour accueillir les collections d'histoire naturelle de Pierre-Eudoxe Dubalen (1851-1936), fondateur et premier conservateur du musée.

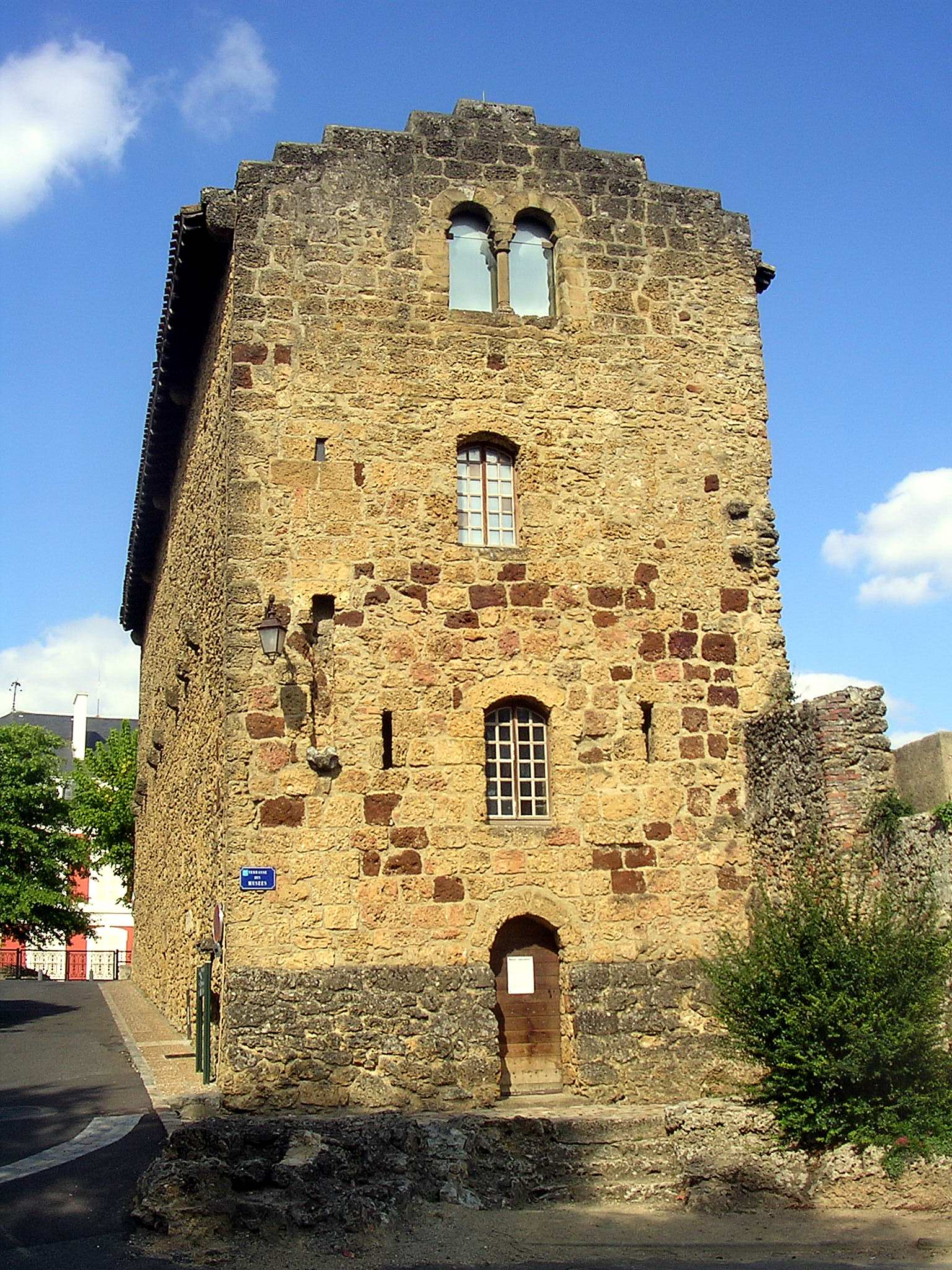
Maison romane hébergeant le musée Dubalen.

Côté OuestMaison romane en pierres coquillières servant de nos jours de logement de fonction dépendant de la Préfecture des Landes.

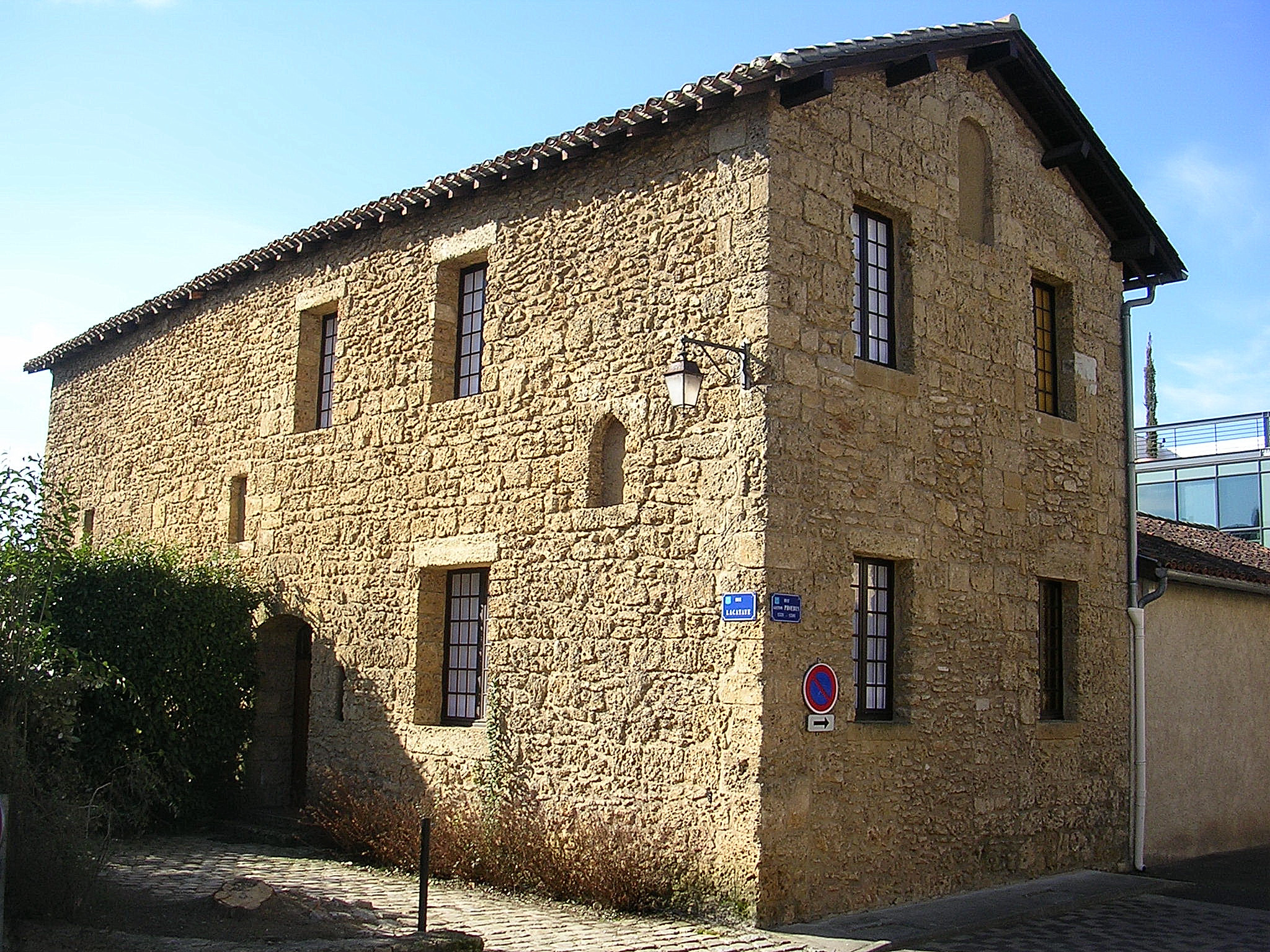
Maison romane rue Lacataye, servant de logement de fonction dépendant de la Préfecture des Landes.

## Autres éléments d'architecture médiévale
La ville conserve d'autres vestiges de son passé médiéval postérieurs aux maisons romanes.

### XIIesiècleetXIIIesiècle
Les remparts
Vestiges des anciennes fortifications de ville, ils datent du XIIe siècle ou XIIIe siècle et sont inscrits aux monuments historiques par arrêté du 21 novembre 1942.

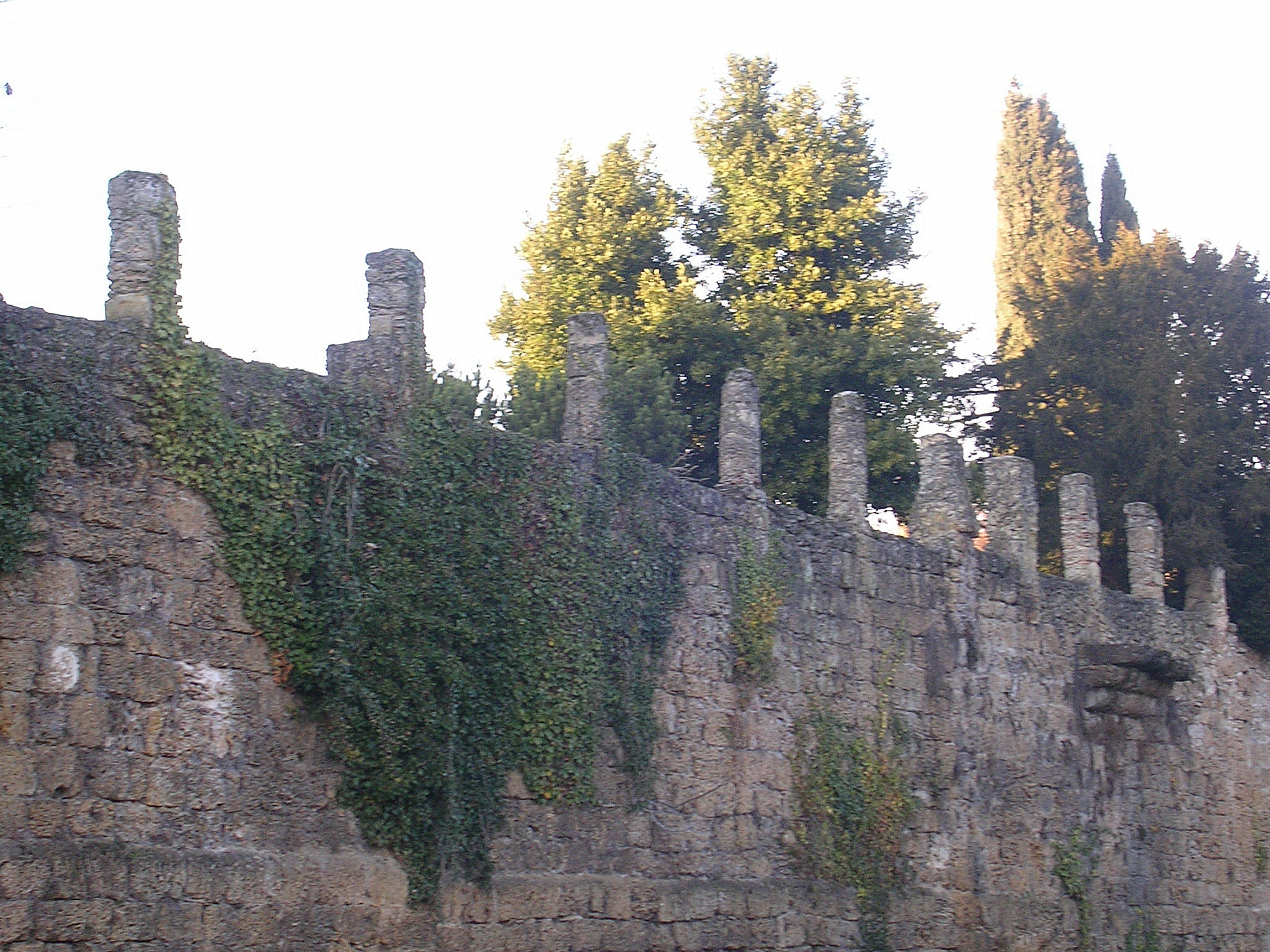
Remparts de Mont-de-Marsan le long de la promenade du 21-Août-1944.
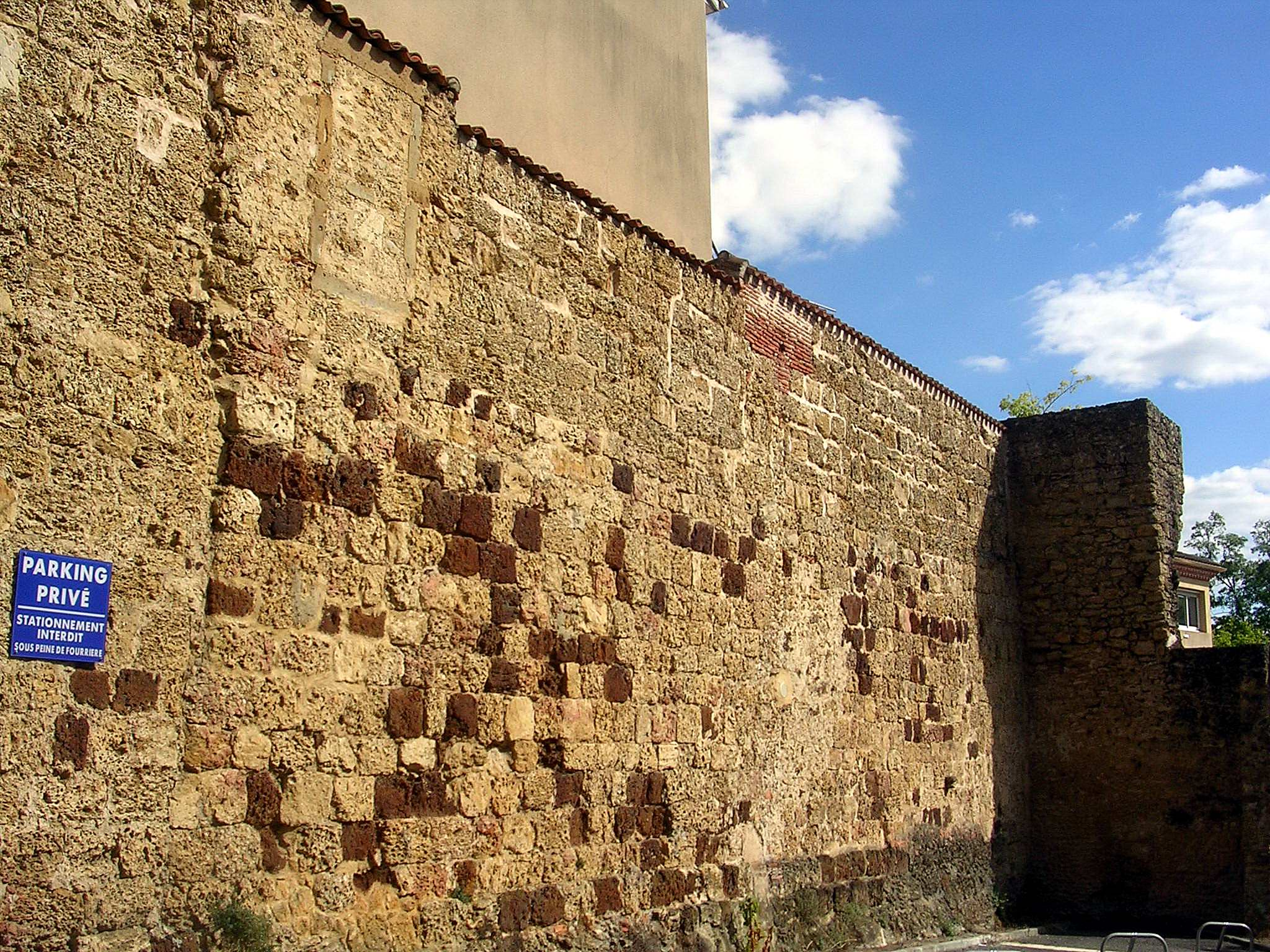
Section des remparts et sa tour de guet de l'ancienne Cale des bains, au 29 rue Armand-Dulamon, proche de l'hôtel Brettes et de la maison Dupeyré
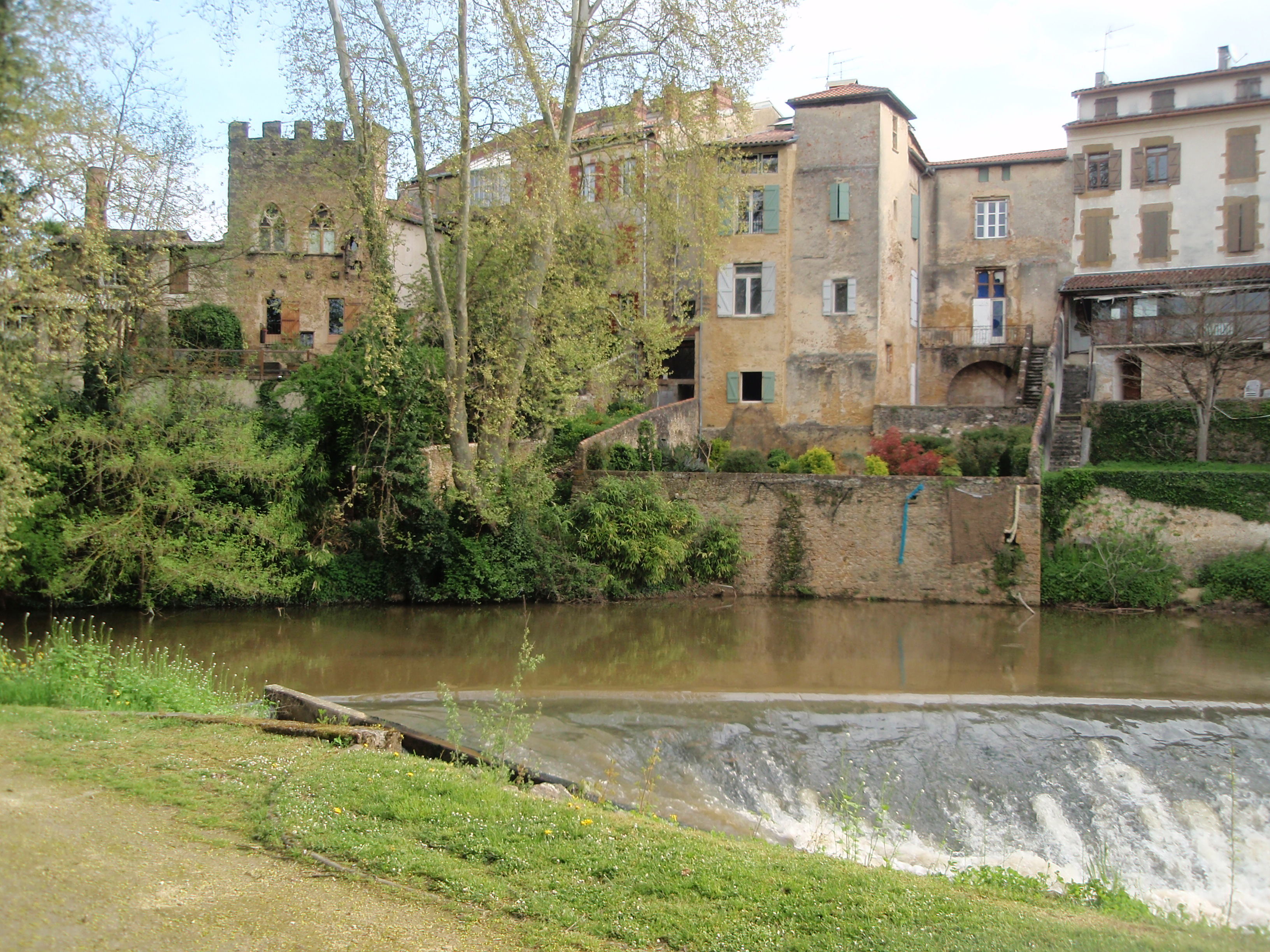
Vestiges du rempart sur le cours aval de la Douze avec une maison crénelée, présentant deux baies géminées à remplages.

La rue des Arceaux
Improprement appelés arceaux, ce sont six passages couverts à colombage, dont deux sont accolés, qui passent par-dessus cette vieille artère située au cœur de la première extension de la ville au sud du Midou au  XIIIe siècle dénommée « bourg de la Grande Fontaine ». Les passages couverts relient les premiers étages des immeubles situés de part et d'autre de la rue qui appartiennent au même propriétaire : l'un du côté ouest, servant de réserve ou de dépendance où sont stockées les denrées venant du port fluvial situé en contrebas, l'autre côté est, faisant office de boutique commerciale donnant sur la rue de Saint-Sever (actuelle rue Léon-Gambetta).

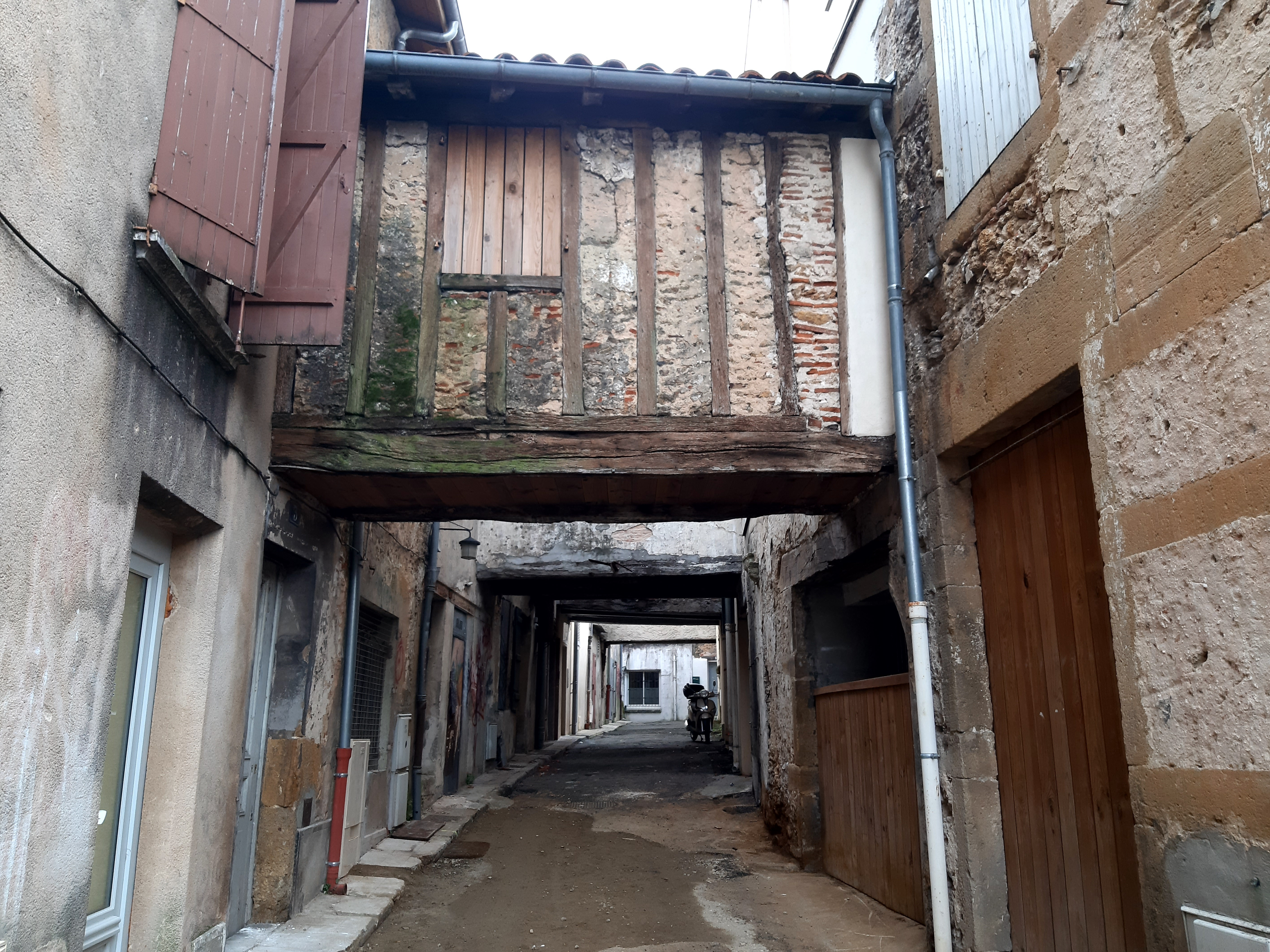
Passages couverts à colombage de la rue des Arceaux.
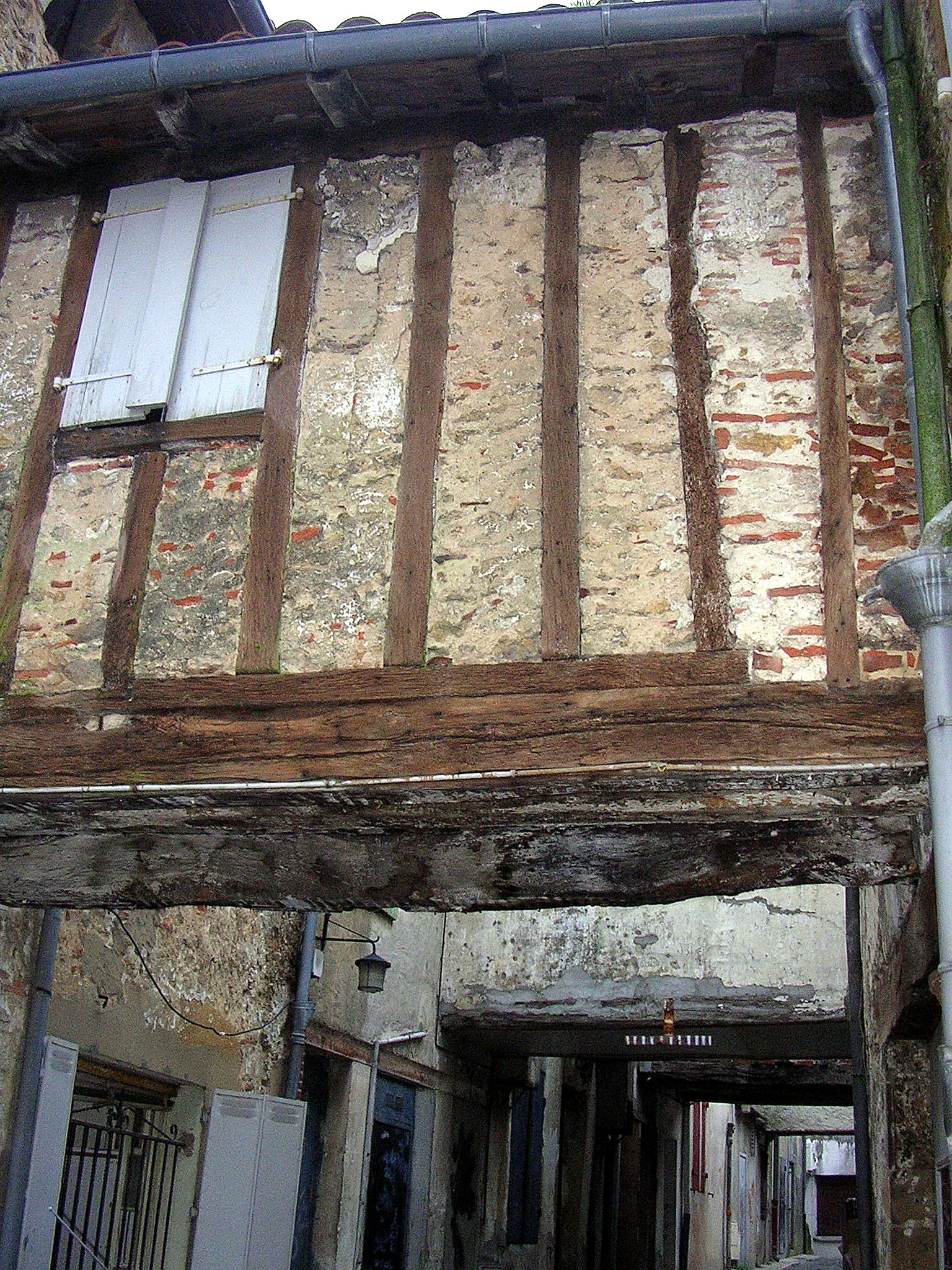
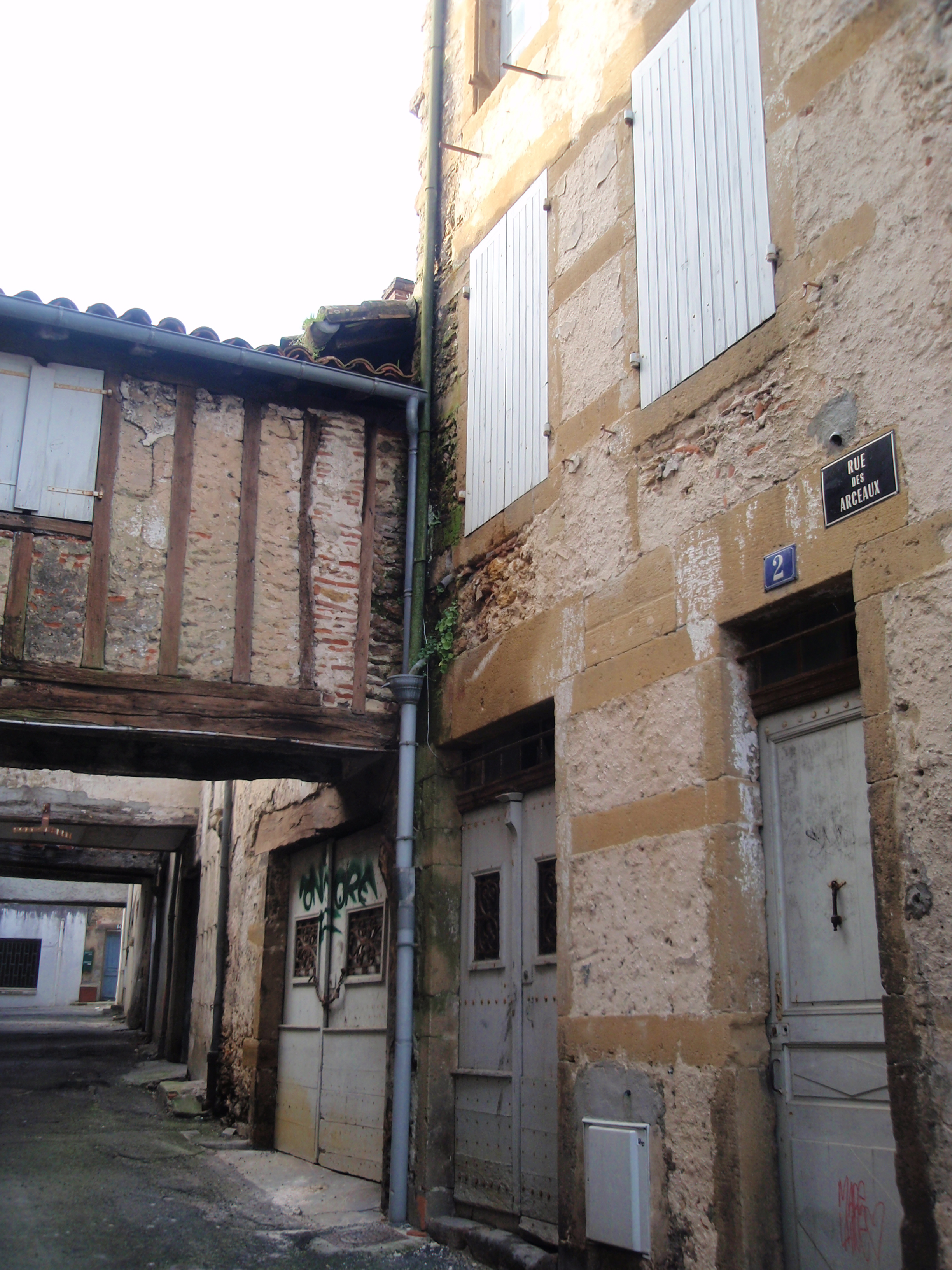

### XIVesiècle
Donjon Lacataye
Cet ensemble massif et sensiblement cubique, improprement appelé « donjon », est formé de deux bâtiments contigus bien identifiables construits en pierres coquillières au XIVe siècle. L'un des deux bâtiments aurait été une forteresse abritant la population et un poste d'observation des possibles assaillants. D'ailleurs, Lacataye viendrait de l'espagnol « Castar », signifiant observer, surveiller. L'édifice est inscrit monument historique depuis le 22 juillet 1942.

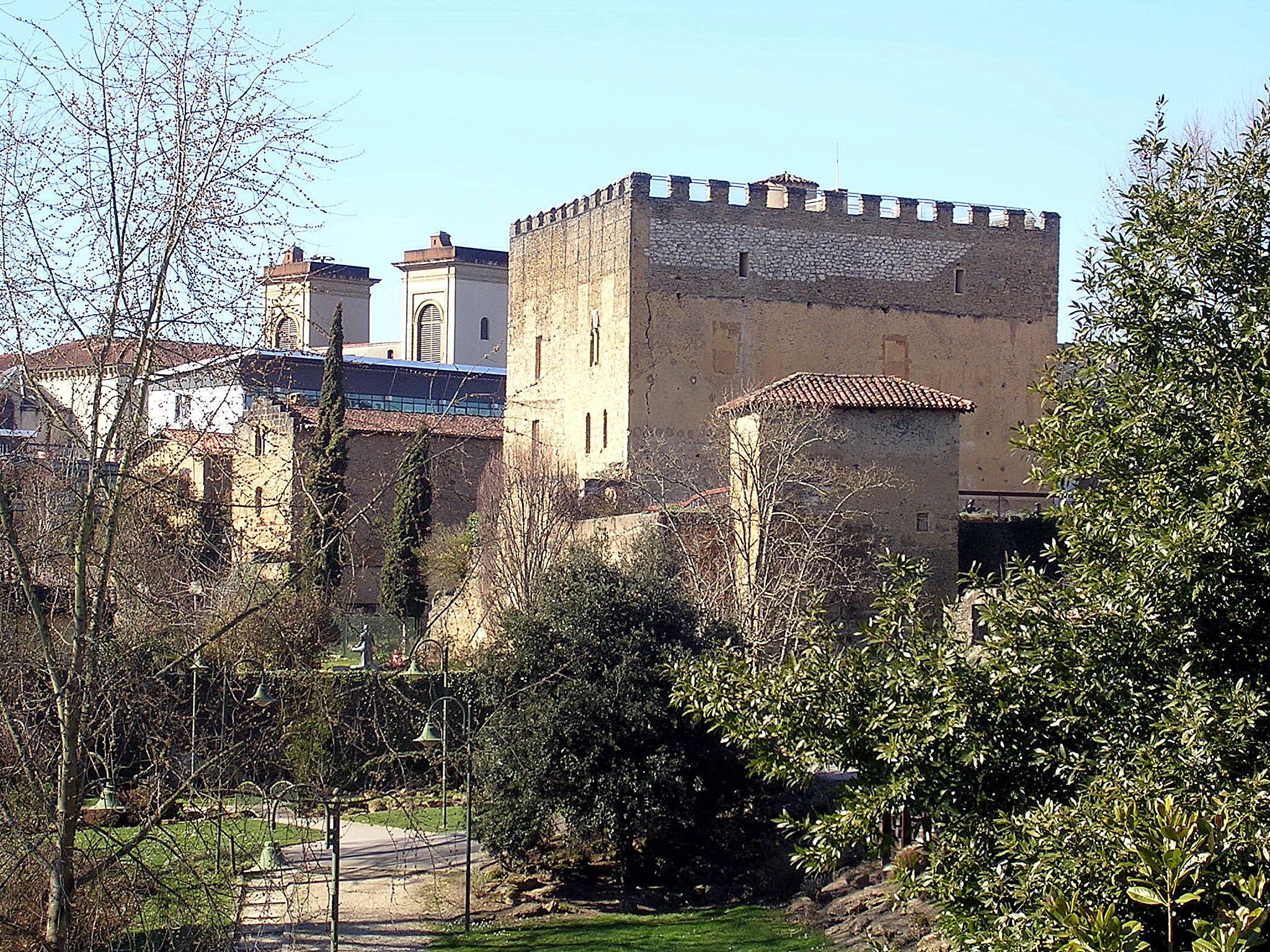
Donjon Lacataye, qui en réalité est la juxtaposition de deux maisons fortes romanes.
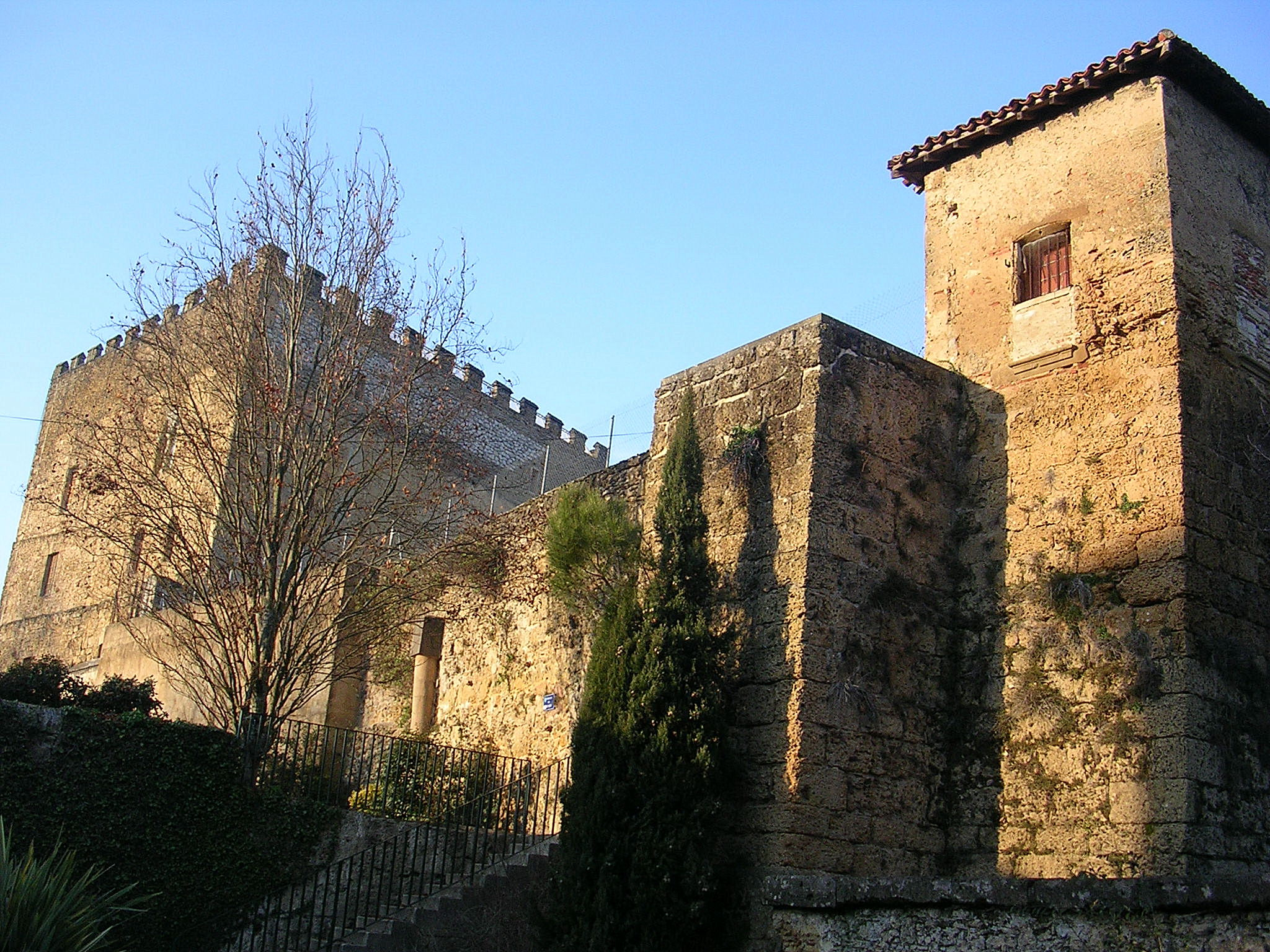
Tours des remparts près du donjon Lacataye.

### XVesiècle
Maison de l'éclusier
la maison de l'éclusier est une bâtisse cubique, édifiée en pierres coquillières sur la rive droite du Midou, percée sur ses façades nord et est par des archères canonnières, preuve de l'utilisation défensive du lieu au Moyen Age. L'édifice serait à l'origine un moulin fortifié du XVe siècle, dit « moulin de l'éclusier », proche d'un ancien barrage. On pouvait manœuvrer de cet emplacement les écluses permettant de remplir d'eau le fossé joignant le Midou et la Douze en longeant les fortifications. Incluse dans les remparts, cette maison de l'éclusier est inscrite à l'inventaire des monuments historiques depuis le 21 novembre 1942.

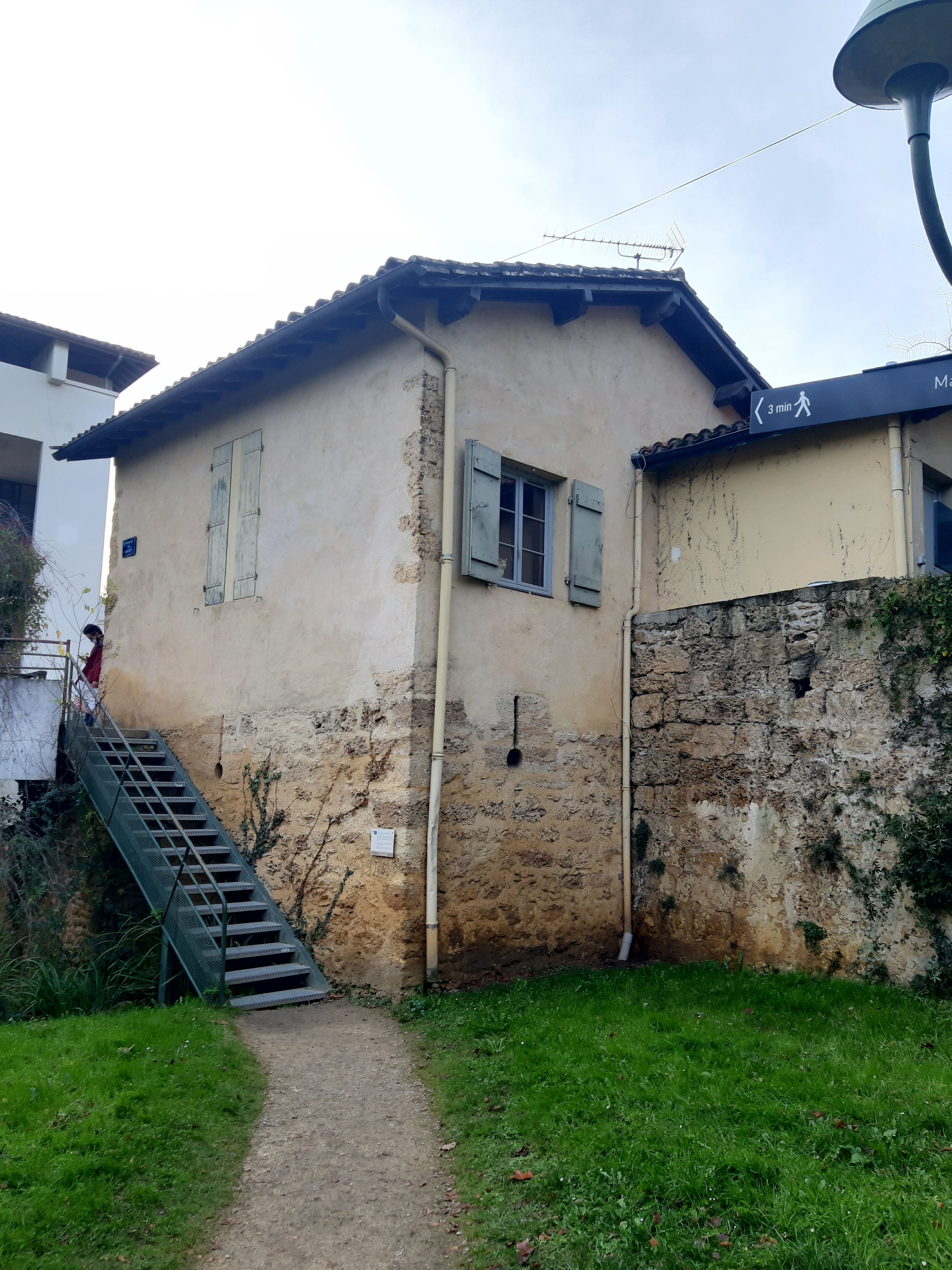
La maison de l'éclusier, dotée de meurtrières.